# Dimién Pál
Dimién Pál (Dimjén Pál) (Kolozsvár, 1655 – 1720. január 4.) orvos, tanár. Neve előfordul Kolozsvári Dimién Pál illetve Kolozsvári Pál alakban is.

## Életpályája
Feltételezhetően kolozsvári unitárius polgárcsaládból származott. Iskoláit szülővárosában, illetve Tordán végezte. 1680. január 14-én kapott kinevezték a kolozsvári unitárius gimnáziumban a poéták kollaborátorává (oktatójává). 1682. április 20-án a kolozsvári magyar eklézsia ösztöndíjasaként külföldi tanulmányútra indult, június 30-án beiratkozott a Leideni Egyetemen a bölcsészeti fakultásra, utóbb valószínűleg teológiát tanult. 1689. március 14-én orvosi diplomát szerzett, doktori értekezésének címe: Disputatio medica inauguralis: De generatione, augmentatione et decretione Microcosmi (Bataviae, 1689).
1690. január 27-én visszaérkezett szülővárosába, ahol az a megtiszteltetés érte, hogy az unitárius kollégium rektora, Jövedécsi András lemondott tisztségéről és Dimiént ajánlotta utódjául. Megválasztását követően február 15-én iktatták be hivatalába, ez alkalommal De summo bono, quod in conservatione sui consistit címmel tartott beszédet. 1691. január 30-án feleségül vette Gyulai Sárát, aki azonban 1695. október 27-én elhunyt. Másodjára 1696. január 10-én nősült, Ötves János mester Hedvig lányát vette el. Az 1697. május 6-i nagy tűzvészt követően, amikor az unitáriusok mindkét piactéri temploma és az iskolája is leégett, a konzisztórium Dimiént egy segítségkérő levéllel Hollandiába küldte. 1698. augusztus 1-jén érkezett vissza, 17 201 forintnyi adománnyal, amely elegendő volt az iskola, a templom, a plébánia újjáépítésére és harangokra is. 1699-ben fiúgyermeke született, aki azonban háromnapos korában meghalt. 1702-ben konfliktusba került a konzisztóriummal, mert az építkezésre szánt összegből 3500 forintot magának tartott, hivatkozva a régi szokásjogra, amely szerint az adományok egyharmada a gyűjtőt illeti. A konzisztórium visszakövetelte a teljes összeget, de cserébe ilő jutalmat helyezett kilátásba; addig is felfüggesztették a rektor fizetését. Dimién válaszul beszüntette a tanítást, és lektorainak is megtiltotta, hogy óráikat megtartsák. Végül az Unitárius Státus nyolctagú bizottságot nevezett ki, amelynek 1707. április 25-én sikerült egyezséget létrehoznia a rektor és az eklézsia között.
Amikor 1699. júliusban Kollonich Lipót bíboros felszólította az unitáriusokat, hogy adják át a Fő téri templomukat a katolikusoknak, az unitárius egyház Dimiént és Eperjesi Istvánt Bécsbe küldte, hogy meggyőzzék a császárt igazukról. 1702. október 11-én indultak el, és 1703. június 23-án érkeztek vissza, de nem jártak sikerrel. I. Lipót a következő választ adta nekik: Si nobis tradetis, iure cambii benefacietis, si non dederitis, melius azaz Ha méltányos cserével nekünk átadjátok, jól teszitek, ha nem, még jobban!
Az 1709–10-es pestisjárvány alatt Dimién orvosként is dolgozott. A járványban elhunyt az unitárius lelkész utódjául 1710. szeptember 12-én a gyülekezet egyhangúlag Dimiént választotta. A tanítást kezdte elhanyagolni, helyette inkább orvosi gyakorlatot folytatott, ezért a püspök többször is panaszt tett ellene a konzisztóriumban. 1711. január 6-án harmadszor is megnősült, felesége Joó Zsuzsanna lett, aki azonban már 1713. február 12-én elhunyt. Negyedik felesége, Takáts Sára, akit 1713. október 17-én vett nőül, túlélte őt.
1716. március 30-án Stephan von Steinville tábornok csapatai megszállták a várost és Dimiént elkergették a fő téri templomból, amelyet VI. Károly rendeletére hivatkozva visszaadtak a katolikusoknak. A katonák feldúlták a lelkész házát, majd április 4-én Mártonffy György katolikus püspök ki is tette a házából. Dimiént annyira megviselte az esemény, hogy 1716 nyarától folyton betegeskedett, mígnem az 1720-as újabb pestisjárványban elhunyt. Sírja a házsongárdi temetőben található.

## Művei
Kéziratban maradt fenn latin nyelvű kátéja (Catecheses Christianae secundum unitarios), a tízparancsolatról írt prédikáció-sorozata, több halotti beszéde és vitairata. Egyetlen nyomtatott műve a doktori disszertációja, amelynek alapján a magyar orvostörténetben is helyet kapott.